# Dentalinella
Dentalinella es un género de foraminífero bentónico de la Subfamilia Ichthyolariinae, de la familia Ichthyolariidae, de la superfamilia Robuloidoidea, del suborden Lagenina y del orden Lagenida. Su especie tipo es Dentalinella cuneata. Su rango cronoestratigráfico abarca desde el Liásico inferior (Jurásico inferior).

## Clasificación
Dentalinella incluye a la siguiente especie:
- Dentalinella cuneata †